# C/2014 B1 (Schwartz)
C/2014 B1 (Schwartz) ist ein Komet, der im Jahr 2014 entdeckt wurde und nur mit optischen Hilfsmitteln zu beobachten war. Seine Entdeckung erfolgte in einer ungewöhnlich großen Entfernung eines Kometen von der Sonne, er befand sich damals noch deutlich weiter von ihr entfernt als der Planet Saturn und er kam der Sonne im Jahr 2017 auch nur etwa so nahe wie dieser im Mittel. Der Komet zeigte eine nie zuvor beobachtete diskus- oder linsenförmige Koma.

## Entdeckung und Beobachtung
Der US-amerikanische Amateurastronom Michael Schwartz entdeckte den Kometen am frühen Abend des 27. Januar 2014 (Ortszeit) mit einem Astrografen an seiner privaten Sternwarte Tenagra II Observatory bei Nogales in Arizona. Die Helligkeit lag bei etwa 20 mag und zum Zeitpunkt seiner Entdeckung war der Komet noch 12,0 AE von der Sonne entfernt. Bereits in den nächsten Tagen konnte die Entdeckung und die kometarische Natur des Objekts an mehreren anderen Observatorien bestätigt werden.
In den folgenden Jahren konnte der Komet immer in der Zeit November bis Juni ausgiebig beobachtet werden, wenn er von der Erde aus gesehen nicht zu nahe bei der Sonne stand. Seine Helligkeit lag in den Jahren seiner größten Sonnennähe 2017 und 2018 bei etwa 15 bis 18 mag, danach sank sie wieder ab. Die letzte Beobachtung gelang am 24. April 2022 am privaten Comet Hunter Observatory 2 in Pennsylvania bei einer Helligkeit von etwa 20 mag. Der Komet hatte zu diesem Zeitpunkt bereits wieder einen Sonnenabstand von 13,2 AE erreicht.

## Wissenschaftliche Auswertung
Eine Auswertung von Beobachtungen des Kometen während eines großen Teils seiner Erscheinung, nämlich vom Februar 2014 bis zum April 2018 an verschiedenen Observatorien, wie dem Keck-Observatorium auf Hawaiʻi, dem Kitt-Peak-Nationalobservatorium in Arizona und dem Nordic Optical Telescope (NOT) auf La Palma, erbrachte folgende Ergebnisse:
- Der Komet wies eine einzigartige und gestaltlich stabile diskusförmige Koma auf, deren Ausrichtung trotz im Laufe der Beobachtungszeit veränderter Beobachtungsgeometrie unverändert blieb. Diese Gestalt der Koma beruhte also auf einer Eigenschaft des Kometen und war nicht das Produkt äußerer Einflüsse.
- Der Komet wies keinen ausgeprägten Staubschweif auf. Dies deutet auf einen großen mittleren Partikelradius von 0,1–10 mm in der Koma hin, der zu groß ist, um durch den Strahlungsdruck der Sonne zu einem Schweif verweht zu werden.
- Während der Beobachtung näherte sich der Komet der Sonne von fast 12 bis auf 9 ½ AE Abstand. Die Helligkeit der Koma nahm währenddessen um etwa 1 mag zu, was beweist, dass bereits bei 10 AE ein Massenverlust stattfand. Es wurde daraus eine Produktionsrate für Staub von mindestens etwa 10 kg/s abgeleitet. Die Sublimation von Wassereis kann bei diesem Sonnenabstand noch keine Rolle spielen, da es dafür auf dem Kometen noch zu kalt ist. Allerdings kann durch die Kristallisation amorphen Wassereises genug Energie freigesetzt werden, um hochflüchtige Gase zu sublimieren, wie Kohlenstoffmonoxid (CO) oder Kohlenstoffdioxid (CO2). Für die Freisetzung des Staubs reichen dann schon 0,3 bis 0,6 km² Oberfläche aus.
- Die diskusförmige Koma entstand wahrscheinlich durch eine bevorzugte äquatoriale Staubausstoßung aus einem Kern, dessen Rotationsachse nahezu senkrecht zur Sichtlinie und tangential zur Himmelskugel liegt, wobei die Ausstoßgeschwindigkeit (1–10 m/s) etwa bei der Fluchtgeschwindigkeit liegt. Dabei könnten auch Fliehkräfte unterstützend gewirkt haben, um große Staubpartikel auszustoßen, die aus hohen Breiten nicht entkommen konnten. Es wurde daraus ein Radius des Kerns von 2–20 km abgeschätzt.
- Eine Diskusform sollte am häufigsten in Kometenkomen vorkommen, die von großen, langsamen Partikeln dominiert werden, da nur diese zu einer Abhängigkeit des Staubausstoßes vom Breitengrad führen würden. Bei sonnennahen Kometen tritt dieser Effekt nicht auf, da der starke Gasfluss kleinere Partikel oberhalb der Fluchtgeschwindigkeit hinausschleudert.[2]

Am 23. Januar 2017 wurden mit dem 6-Meter-BTA-Teleskop des Selentschuk-Observatoriums (SAO) spektroskopische, photometrische und polarimetrische Messungen durchgeführt, ergänzt durch weitere photometrische Beobachtungen am 31. Januar 2017 mit dem 2-m-Teleskop der Außenstelle des Hauptobservatoriums der Nationalen Akademie der Wissenschaften der Ukraine auf dem Pik Terskol im Kaukasus. Eine Kombination aus allen Beobachtungen, kombiniert mit Modellierungen der Messergebnisse, ergab folgendes Bild des Kometen:
- Die beobachtete Produktionsrate von Staub bedeutete, dass C/2014 B1 trotz seiner großen Perihelentfernung ein sehr aktiver Komet ist. Dies ist wahrscheinlich auf die Sublimation von hochflüchtigen Substanzen aus einem relativ großen Kern zurückzuführen, dessen Durchmesser auf 10 km ±20 % geschätzt wurde.
- Im Spektrum des Kometen bei einem Sonnenabstand von 9,64 AE konnten keine Emissionslinien von Gasen festgestellt werden, sondern lediglich ein Kontinuum, das durch die Streuung des Sonnenlichts an Staubpartikeln verursacht wurde. Es konnten daher nur Obergrenzen für die Produktionsraten von C3, C2 und NH2 angegeben werden.
- In der Koma wurden zwei starke fontänenartige Strukturen entdeckt. Die beobachtete unveränderte scheibenartige Form der Koma und die Position der Fontänen während der vierjährigen Beobachtungen konnte durch die Existenz zweier aktiver Quellen erklärt werden können, die sich in der Nähe des Nord- und Südpols des rotierenden Kerns befinden. Es konnte damit die Position der Rotationsachse des Kerns und seine Rotationsrichtung bestimmt werden.
- Die Farbe des Kometenstaubs war rötlicher als das Sonnenlicht und blieb während des gesamten Beobachtungszeitraums von 2014 bis 2018 stabil. Die Farbe des Kerns ebenso wie die Farbe der Fontänenstrukturen war noch viel rötlicher ist als die Farbe der Staubkoma.
- Der kernnahe Bereich war durch einen geringen negativen Polarisationsgrad und eine rote Farbe gekennzeichnet; an der Peripherie der Koma gab es eine hohe negative Polarisation und eine etwas bläulichere Farbe.
- Die polarimetrischen und Farbeigenschaften des Kometen in der Nähe des Kerns konnten durch ein Modell aus hochporösen, millimetergroßen Aggregaten aus Eis und etwas rotem Material (z. B. organische Stoffe, Silicate) reproduziert werden. Die Partikel in der äußeren Koma stimmten mit 10–20 µm großen Aggregaten überein.[3]

Aus vier Beobachtungen mit dem reaktivierten Weltraumteleskop NEOWISE zwischen November 2016 und Mai 2018 um das Perihel herum konnten die Produktionsraten von CO, CO2 und Staub bestimmt werden. Die Staubproduktion stieg zunächst an und erreichte einen Höhepunkt kurz nach dem Perihel, danach nahm sie wieder ab, während die Gasproduktion noch zuzunehmen schien.
Mit einer neuartigen Methode, bei der aus der gemessenen Helligkeitsverteilung in der Koma durch ein mathematisches Modell auf die absolute Helligkeit des Kerns geschlossen wird, wurde aus einer photometrischen Beobachtung des Kometen vom 28. März 2017 ein effektiver Durchmesser des Kerns von 12,8 ± 0,4 km abgeleitet.

## Umlaufbahn
Für den Kometen konnte aus 1276 Beobachtungsdaten über einen Zeitraum von 8 ¼ Jahren eine temporär hyperbolische Umlaufbahn bestimmt werden, die um rund 28° gegen die Ekliptik geneigt ist. Seine Bahn verläuft damit etwas schräg gestellt zu den Bahnebenen der Planeten. Im sonnennächsten Punkt (Perihel), den der Komet am 10. September 2017 durchlaufen hat, war er etwa 1,43 Mrd. km von der Sonne entfernt, also etwa so weit wie der Planet Saturn. Beim Durchlaufen der Zone der Planeten kam er keinem der äußeren Planeten nahe, erwähnenswert sind nur weit entfernte Vorbeigänge am Jupiter im Juni 2015 in etwa 7 ¼ AE und am Saturn im September 2018 in etwa 16 ⅔ AE Distanz. Vom Bereich der kleinen Planeten blieb er weit entfernt, die Erde kam ihm am 11. Februar 2017 nur bis auf etwa 1,30 Mrd. km (8,7 AE) und dann noch einmal am 23. Februar 2018 bis auf etwa 1,29 Mrd. km (8,6 AE) nahe.
In der Nähe des aufsteigenden Knotens seiner Bahn bewegte sich der Komet im Oktober 2018 in geringer Nähe zur Umlaufbahn des Saturn, nämlich nur etwa 57 Mio. km (0,38 AE) außerhalb davon. Der Planet befand sich zu dieser Zeit allerdings weit entfernt.
Nach den Bahnelementen, wie sie in der JPL Small-Body Database angegeben sind, bewegte sich der Komet lange vor seiner Annäherung an das innere Sonnensystem noch auf einer elliptischen Bahn mit einer Exzentrizität von 0,99943 und einer Großen Halbachse von etwa 16.800 AE, so dass seine Umlaufzeit bei etwa 2,2 Mio. Jahren lag. Durch die Anziehungskraft der Planeten wird seine Bahnexzentrizität auf 0,99961 und seine Große Halbachse auf etwa 24.800 AE vergrößert, so dass sich seine Umlaufzeit auf etwa 3,9 Mio. Jahre erhöht.
In einer Untersuchung bestimmten Dybczyński und Królikowska rein-gravitative Bahnelemente für den Kometen Schwartz unter Verwendung von Daten aus dem Zeitraum Januar 2014 bis Februar 2018. Sie berücksichtigten dabei auch Störungen durch die galaktische Gravitationswirkung und durch nahe vorbeiziehende Sterne. Sie erhielten für die ursprüngliche Bahn des Kometen eine Exzentrizität von 0,99942 mit einer Großen Halbachse von etwa 16.400 AE und einer Umlaufzeit von 2,1 Mio. Jahren. Obwohl der Komet somit aus der Oortschen Wolke kam, handelte es sich definitiv um einen „dynamisch alten“ Kometen, der bereits zuvor in Sonnennähe war, denn beim vorigen Perihel war er der Sonne bereits bis auf etwa 13 AE nahe gekommen. Die zukünftige Bahn besitzt eine Exzentrizität von 0,99960 mit einer Großen Halbachse von etwa 24.000 AE und einer Umlaufzeit von 3,8 Mio. Jahren. Beim nächsten Perihel wird der Komet der Sonne aber nur bis auf etwa 40 AE nahekommen, also die Zone der Planeten nicht wieder erreichen.